# متعددة الحدود لبرنولي

متعددة الحدود لبرنولي

في الرياضيات، متعددة الحدود لبرنولي (بالإنجليزية: Bernoulli polynomials)‏ هي متعددة حدود تجمع بين أعداد برنولي من جهة و معاملات ذي الحدين من جهة أخرى. تستعمل في تمثيل الدوال على شكل متسلسلات وفي صيغة أويلر-ماكلورين.
سميت هذه المتعددة للحدود هكذا نسبة إلى عالم الرياضيات السويسري ياكوب برنولي.

## الصيغة الفعلية
{\displaystyle B_{n}(x)=\sum _{k=0}^{n}{n \choose k}B_{n-k}x^{k},}
{\displaystyle E_{m}(x)=\sum _{k=0}^{m}{m \choose k}{\frac {E_{k}}{2^{k}}}\left(x-{\frac {1}{2}}\right)^{m-k}\,.}
بالنسبة ل n ≥ 0, حيث Bk هي أعداد برنولي, و Ek هي أعداد أويلر.
- متعددة الحدود لبرنولي من الصنف الثاني.
- متعددات الحدود لستيرلينغ